# Kanoko Gotō
Kanoko Gotō (jap. 後藤鹿子 Gotō Kanoko; ur. 23 sierpnia 1975 w Myōkōkōgen) – japońska biegaczka narciarska. Była uczestniczką Mistrzostw świata w narciarstwie klasycznym w Lahti (2001), a także Zimowych Igrzysk Olimpijskich w Salt Lake City (2002).

## Osiągnięcia

### Igrzyska olimpijskie
| Miejsce | Dzień     | Rok  | Miejscowość    | Konkurencja                          | Czas biegu  | Strata      | Zwyciężczyni      |
| ------- | --------- | ---- | -------------- | ------------------------------------ | ----------- | ----------- | ----------------- |
| 27.     | 9 lutego  | 2002 | Soldier Hollow | 15 km stylem dowolnym (start masowy) | 42:50,4 min | +2:56,0 min | Stefania Belmondo |
| 32.     | 12 lutego | 2002 | Soldier Hollow | 10 km stylem klasycznym              | 30:36,6 min | +2:30,1 min | Bente Skari       |
| 38.     | 15 lutego | 2002 | Soldier Hollow | 10 km bieg łączony                   | 26:35,6 min | +1:25,7 min | Beckie Scott      |
| 10.     | 21 lutego | 2002 | Soldier Hollow | sztafeta 4 × 5 km                    | 51:35,7 min | +2:05,1 min | Niemcy            |

### Mistrzostwa świata
| Miejsce | Dzień     | Rok  | Miejscowość | Konkurencja             | Czas biegu  | Strata      | Zwyciężczyni   |
| ------- | --------- | ---- | ----------- | ----------------------- | ----------- | ----------- | -------------- |
| 33.     | 18 lutego | 2001 | Lahti       | 10 km bieg łączony      | 30:24,4 min | +2:18,3 min | Virpi Kuitunen |
| 29.     | 20 lutego | 2001 | Lahti       | 10 km stylem klasycznym | 29:41,8 min | +2:46,3 min | Bente Skari    |
| 31.     | 21 lutego | 2001 | Lahti       | sprint stylem dowolnym  |             |             | Pirjo Manninen |